# LHS 475
LHS 475とは、太陽系からはちぶんぎ座の方向に40.7光年 (12.5 pc)離れた位置にある赤色矮星である。既知の太陽系外惑星を1つ持っている。

## 惑星系

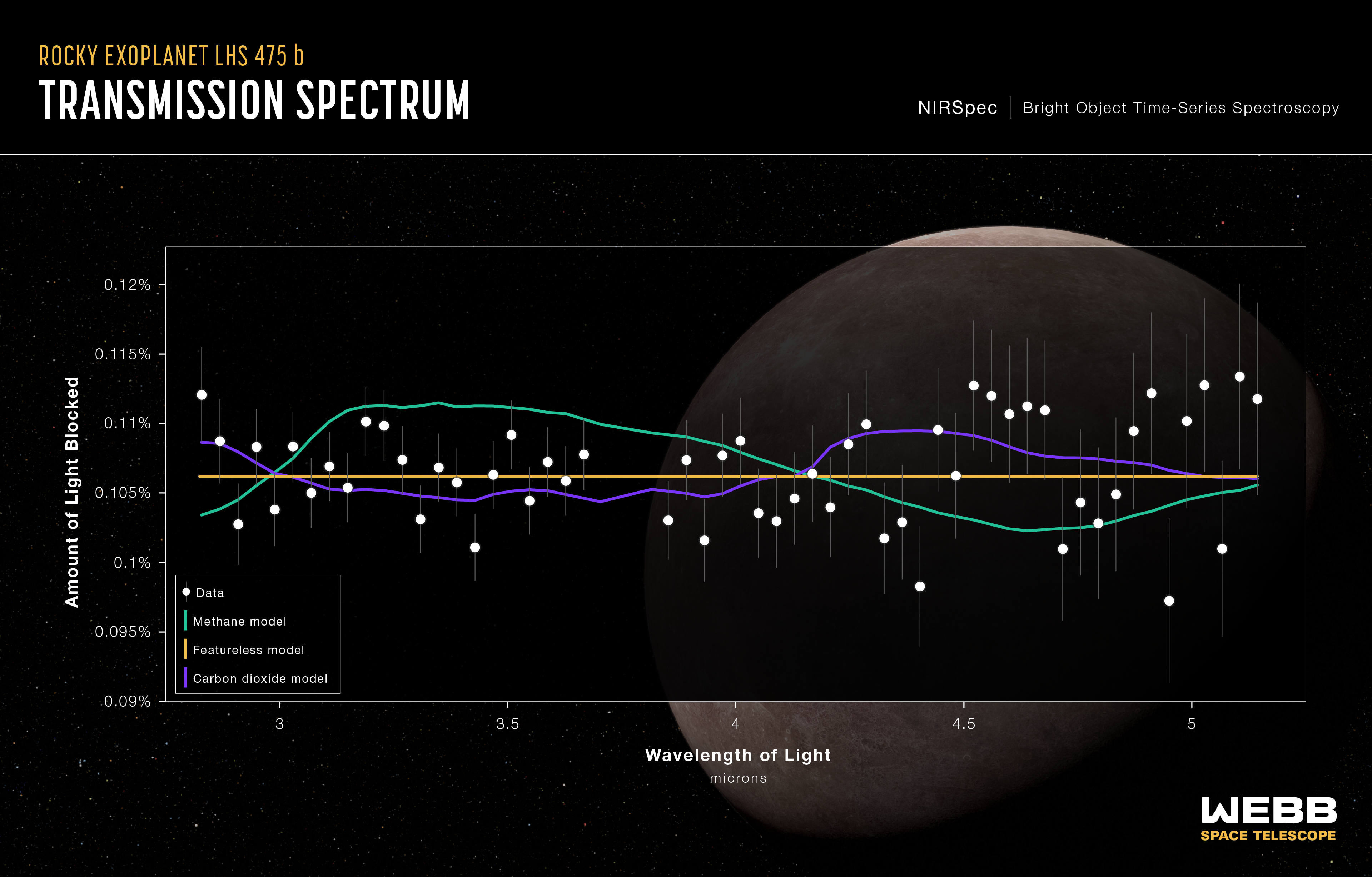
NIRSpecからのLHS 475 bの透過スペクトル

太陽系外惑星LHS 475 bは最初にTESSからのトランジット法を用いた観測データで検出された。その後、ジェイムズ・ウェッブ宇宙望遠鏡（JWST）による透過スペクトルの観測も含めたNIRSpec機器を使用した観測によって惑星が確認され、2023年1月に公表された。観測データによると、大気の存在しない惑星に予想されるような特徴のないスペクトルと一致しているが、二酸化炭素で構成された大気などのいくつかのタイプの大気とも一致している。メタンが多くを占める大気など、他の大気組成はこのスペクトルによって除外される。LHS 475 bの直径は地球の99%と地球に近いサイズであるが、温度ははるかに高く、平衡温度は586 K (313 °C; 595 °F)である。惑星に大気がほとんどまたはまったくないと仮定すると、昼側の温度は748 K (475 °C; 887 °F)と推定される。この惑星は、わずか2日で軌道を一周し、自転と公転の同期が発生している可能性が高い。
| 名称 （恒星に近い順） | 質量           | 軌道長半径 （天文単位） | 公転周期 (日) | 軌道離心率 | 軌道傾斜角           | 半径           |
| --------------------- | -------------- | ----------------------- | ------------- | ---------- | -------------------- | -------------- |
| b                     | 0.914±0.187 M⊕ | 0.0206                  | 2.0290882     | —          | 87.194+0.141 −0.137° | 0.991±0.050 R⊕ |